# Mochila de prótons
A mochila de prótons (em inglês: Proton Pack) é uma peça de equipamento nuclear ficcional, criada para o filme Ghostbusters. Descrito pela primeira vez no filme Ghostbusters, ele tem uma varinha de mão ("Neutrona Wand" ou lançador de partículas) conectada a um acelerador de partículas. Ele dispara um fluxo de prótons altamente focados e radialmente polarizados que eletrostaticamente capturam a energia carregada negativamente de um fantasma, permitindo que ele seja mantido no fluxo e capturado posteriormente.

## No universo dosGhostbusters
O pacote de prótons, projetado por Egon Spengler, é um sistema portátil acelerador de partículas que é usado para criar um feixe carregado de partículas - composto de prótons - que é disparado pela arma de prótons. Descrito no primeiro filme como um "colisor de pósitrons", ele funciona colidindo pósitrons de alta energia para gerar seu feixe de prótons. O raio permite que um caça-fantasmas capture "entidades negativamente carregadas com ectoplasma". Essa capacidade de contenção permite ao usuário posicionar um fantasma acima de uma armadilha para captura. O nome proton pack não é usado no filme original, e só passou a ser usado na cena do túnel do metrô em Ghostbusters II, quando Egon diz que eles devem pegar suas mochilas de prótons. O porteiro da mansão do prefeito também usa o termo, perguntando aos Caça-Fantasmas se ele pode comprar um deles para seu irmão mais novo. Egon responde que "uma mochila de protões não é um brinquedo".
1. ↑  «A Ghost-Zapping Device Is the Season's Stunner». The New York Times. 25 de dezembro de 1987. Consultado em 14 de agosto de 2010
2. ↑  Bergman, Gregory; Lambert, Josh (2011). Geektionary: From Anime to Zettabyte, An A to Z Guide to All Things Geek. [S.l.]: Adams Media. p. 228. ISBN 978-1440511141
3. ↑  Reitman, Ivan (Director), Aykroyd, Dan and Ramis, Harold (Writers) (8 de julho de 1984). Ghostbusters (Motion picture). Consultado em 13 de setembro de 2009
4. ↑  Bergman, Lambert 2011, p. 229.